# SC Kreuzlingen
El SC Kreuzlingen o Schwimmclub Kreuzlingen es un club acuático suizo en la ciudad de Kreuzlingen.
Los principales deportes que se practican en el club son la natación y el waterpolo.

## Historia
El club de natación fue fundado en 1945.  
En los años 1962 a 1975 hay una primera etapa en la que el club tiene equipo waterpolo, pero al bajar a segunda división suiza en 1975 el equipo se disuelve. En 1981 se vuelve a crear el equipo de waterpolo que en 1988 consigue el ascenso a la primera división suiza.

## Palmarés
- 5 veces campeón de la liga de Suiza de waterpolo masculino (2009, 2008, 2003 ,2002, 1999)